# 黄波戸駅
黄波戸駅（きわどえき）は、山口県長門市日置上（）字黄波戸にある、西日本旅客鉄道（JR西日本）山陰本線の駅である。

## 歴史
- 1928年（昭和3年）12月9日：鉄道省美禰線正明市駅（現・長門市駅）から分岐する支線の終着駅として開設[1]（そのため当初は美禰線所属）。客貨取扱開始[1]。
- 1929年（昭和4年）10月13日：美禰線支線当駅 - 長門古市駅間延伸、途中駅となる。
- 1933年（昭和8年）2月24日：当駅を含む美禰線一部区間が山陰本線に編入され、同線所属駅となる。
- 1963年（昭和38年）6月1日：貨物取扱廃止[1]。
- 1971年（昭和46年）12月20日：荷物扱い廃止[2]、無人駅化[3][4][5]。
- 1978年（昭和53年）3月：簡易駅舎に改築[6]。
- 1987年（昭和62年）4月1日：国鉄分割民営化に伴い、西日本旅客鉄道（JR西日本）の駅となる。
- 2023年（令和5年）
  - 7月1日：大雨の影響で長門粟野駅 - 阿川駅間の粟野川橋梁が傾斜[7]等の被害を受けたため、当駅を含む長門市駅 - 小串駅間で不通となる[8]。
  - 7月4日：不通区間で代行バスが運行開始[9]。
- 2024年（令和6年）
  - 6月22日：長門市駅 - 人丸駅間で運転再開[10]。

## 駅構造
単式ホーム1面1線を有する地上駅（停留所）。以前は相対式ホーム2面2線であったが旧下りホームが廃止され棒線駅化、現在は旧上りホームに小串方面行・長門市方面行双方が発着する。駅舎は待合所程度のものである。
長門鉄道部管理の無人駅。
- 駅前の旅館で乗車券委託販売を行っていたようであるが、既に旅館営業自体が行われておらず、現在も発券が行われているかは不明。

## 利用状況
近年の1日平均乗車人員の推移は以下の通り。
| 乗車人員推移 | 乗車人員推移 |
| 年度         | 1日平均人数  |
| ------------ | ------------ |
| 1999         | 77           |
| 2000         | 75           |
| 2001         | 57           |
| 2002         | 50           |
| 2003         | 48           |
| 2004         | 45           |
| 2005         | 43           |
| 2006         | 39           |
| 2007         | 31           |
| 2008         | 25           |
| 2009         | 24           |
| 2010         | 29           |
| 2011         | 29           |
| 2012         | 24           |
| 2013         | 27           |
| 2014         | 22           |
| 2015         | 20           |
| 2016         | 16           |
| 2017         | 15           |
| 2018         | 10           |
| 2019         | 12           |
| 2020         | 12           |
| 2021         | 15           |
| 2022         | 13           |

## 駅周辺
付近には黄波戸温泉がある。駅前にトイレ・公衆電話あり。駅舎反対側には山がある。
- 山口県道66号長門油谷線

## 隣の駅
西日本旅客鉄道（JR西日本）
■山陰本線
長門市駅 - 黄波戸駅 - 長門古市駅